# (36260) 1999 XQ111
1999 XQ111 (asteroide 36260) é um asteroide da cintura principal. Possui uma excentricidade de 0.20576830 e uma inclinação de 11.92954º.
Este asteroide foi descoberto no dia 7 de dezembro de 1999 por LINEAR em Socorro.